# Salesforce Tower (Индианаполис)
Эта статья о небоскрёбе в Индиане. О небоскрёбе в Калифорнии см. Salesforce Tower.
Salesforce Tower (произносится Сейлсфорс Тауэр) — офисный небоскрёб, расположенный по адресу: 111 Монумент-сёкл, Индианаполис, штат Индиана, США. Высота — 214 метров, 49 этажей. Самое высокое здание города и штата, 124-е по высоте в США (по состоянию на 2015 год).

## Описание
Небоскрёб стоит в непосредственной близости от Монумента солдатам и морякам высотой 87 метров, который был построен в 1902 году. Кроме того, вершина здания выполнена в пирамидальном стиле, так же, как и у мемориала ветеранам Первой Мировой войны Indiana World War Memorial Plaza, расположенном в трёх кварталах. При этом сам мемориал в свою очередь построен в стиле Мавзолея в Галикарнасе.
Из двух шпилей зданий только один выполняет функцию антенны, второй же носит чисто декоративный характер.

Иногда верхние этажи небоскрёба украшают огромные спортивные лозунги «Вперёд, Пэйсерс» и «Вперёд, Колтс».
Кроме главного арендатора, JPMorgan Chase, здесь арендуют офисы Ernst & Young, Bank One Corporation (до 2004 года, после — банк Chase (штаб-квартира)).
Основные параметры
- Строительство — с 1987 по 1990 год
- Высота — 247,2 м (по антенне), 213,7 м (по крыше), 190,5 м (по верхнему этажу), 3,91 м (от пола до пола)
- Этажность — 49 этажей
- Площадь помещений — 84 092 м²
- Лифтов — 22
- Парковка — 895 машино-мест (по информации на официальном сайте — 1008 мест)
- Архитектор — KlingStubbins[англ.]
- Главный инженер — LeMessurier Consultants[англ.][1]

## История
Мысль о строительстве нового небоскрёба для своей корпорации озвучил Фрэнк Маккинни, председатель American Fletcher Corporation, в конце 1970-х годов.
Строительство небоскрёба началось в 1987 году на месте снесённых Hume-Mansur Building (45 метров, 11 этажей, 1911—1980), Board of Trade Building (33 метра, 8 этажей, 1905—1982) и Bankers Trust Building (35 метров, 7 этажей, 1901—?).
Здание строилось как штаб-квартира American Fletcher National Bank и соответственно имело проектное название American Fletcher Tower. Однако ещё до окончания строительства, этот банк был поглощён Bank One Corporation, поэтому имя небоскрёба было изменено на Bank One Tower. Но и эта корпорация в 2004 году была поглощена более крупной, JPMorgan Chase, поэтому с конца 2005 года здание носило имя — Chase Tower. 6 мая 2016 года компания Salesforce официально объявила о планах арендовать бо́льшую часть помещений здания и сделать его своей штаб-квартирой. Переезд сюда сотрудников этой корпорации начался в начале 2017 года, и вскоре официальное название небоскрёба было изменено на нынешнее — Salesforce Tower.

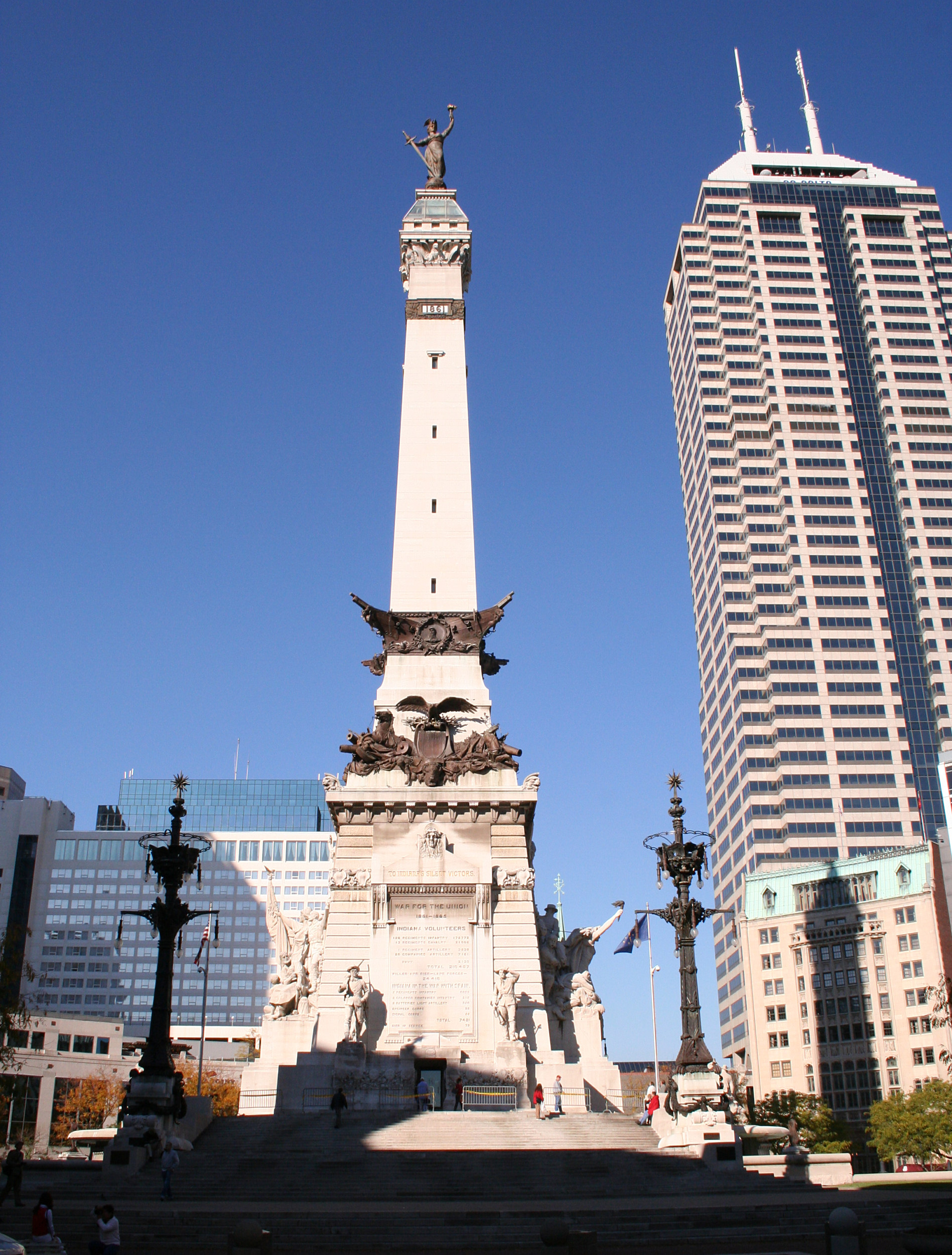
Монумент солдатам и морякам (в центре) и Salesforce Tower (справа)
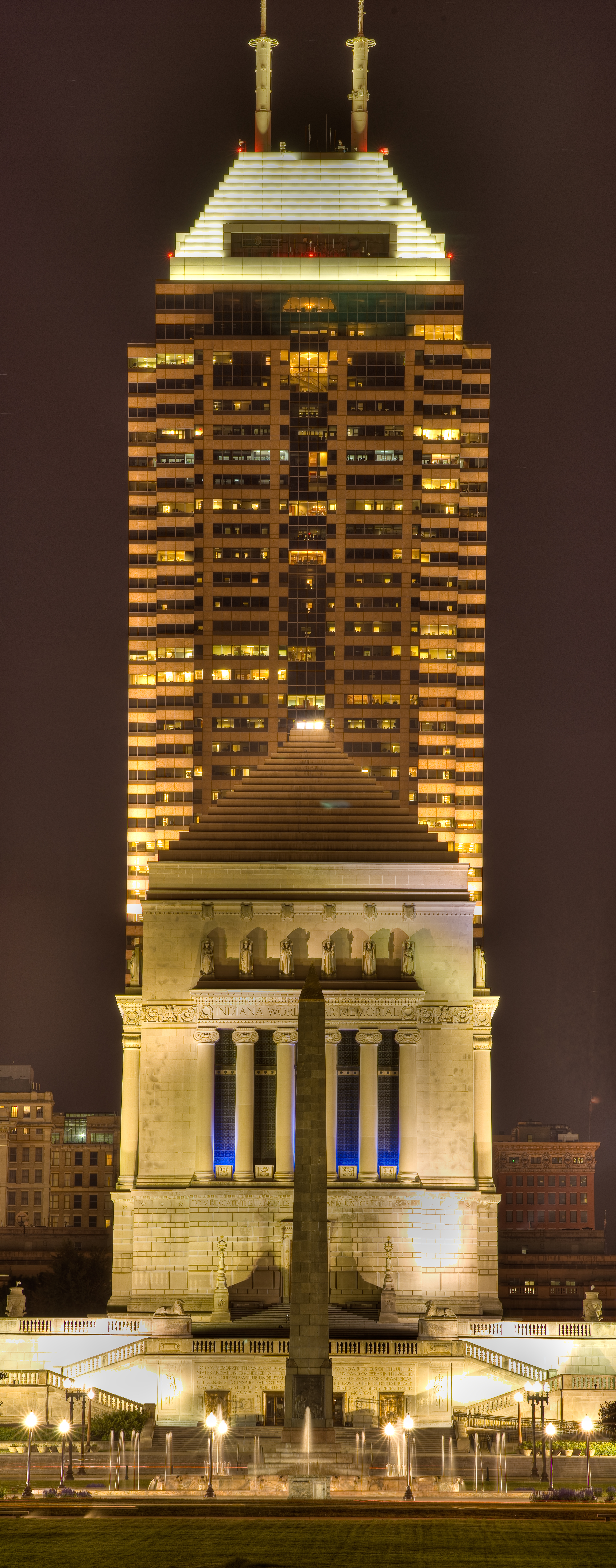
Salesforce Tower в тёмное время суток